# Janis Morweiser
Janis Morweiser (ur. 15 lutego 1991 r.) – niemiecki narciarz klasyczny specjalizujący się w kombinacji norweskiej, trzykrotny medalista mistrzostw świata juniorów.

## Kariera
Po raz pierwszy na arenie międzynarodowej Janis Morweiser pojawił się 2 września 2007 roku, kiedy wystartował w zawodach juniorów w Einsiedeln. Zajął wtedy 60. miejsce w sprincie. W lutym 2009 roku wystartował na mistrzostwach świata juniorów w Štrbskim Plesie, gdzie zajął piąte miejsce w zawodach metodą Gundersena. Największe sukcesy w tej kategorii wiekowej osiągnął podczas mistrzostw świata juniorów w Hinterzarten w 2010 roku, gdzie w drużynie zdobył złoty, w Gundersenie srebrny, a w sprincie brązowy medal. Brał także udział w mistrzostwach świata juniorów w Otepää w 2011 roku, ale medali nie zdobył.
W Pucharze Świata zadebiutował 16 stycznia 2010 roku w Chaux-Neuve, gdzie zajął 49. miejsce w Gundersenie. Pierwsze pucharowe punkty zdobył jednak dopiero 14 stycznia 2012 roku w także w Chaux-Neuve, zajmując tym razem 27. miejsce w Gundersenie. Równocześnie Morweiser startował w Pucharze Kontynentalnym, zajmując 34. miejsce w klasyfikacji generalnej sezonu 2009/2010.

## Osiągnięcia

### Mistrzostwa świata juniorów
| Miejsce | Dzień       | Rok  | Miejscowość   | Konkurencja           | Wynik zwycięzcy | Strata      | Zwycięzca            |
| ------- | ----------- | ---- | ------------- | --------------------- | --------------- | ----------- | -------------------- |
| 5.      | 8 lutego    | 2009 | Štrbské Pleso | Gundersen HS100/10 km | 28:31.7 min     | +1:55.3 min | Alessandro Pittin    |
| 3.      | 27 stycznia | 2010 | Hinterzarten  | Sprint HS106/5 km     | 12:55.4 min     | +15.6 s     | Junshirō Kobayashi   |
| 1.      | 29 stycznia | 2010 | Hinterzarten  | Sztafeta HS106/4x5 km | 53:00.1 min     | -           | -                    |
| 2.      | 31 stycznia | 2010 | Hinterzarten  | Gundersen HS106/10 km | 29:43.5 min     | +20.9 s     | Ole Christian Wendel |
| 10.     | 27 stycznia | 2011 | Otepää        | Gundersen HS100/10 km | 26:37.7 min     | +1:53.6 min | Johannes Rydzek      |
| 14.     | 29 stycznia | 2011 | Otepää        | Sprint HS100/5 km     | 12:44.5 min     | +1:39.2 min | Marjan Jelenko       |

### Puchar Świata

#### Miejsca w klasyfikacji generalnej
- sezon 2011/2012: 47.
- sezon 2012/2013: 29.
- sezon 2013/2014: 66.

#### Miejsca na podium chronologicznie
Jak dotąd Morweiser nie stał na podium indywidualnych zawodów Pucharu Świata.

### Puchar Kontynentalny

#### Miejsca w klasyfikacji generalnej
- sezon 2009/2010: 34.
- sezon 2010/2011: -
- sezon 2011/2012: 34.
- sezon 2012/2013: 23.
- sezon 2013/2014: 78.

#### Miejsca na podium chronologicznie
| Nr | Data             | Miejscowość | Konkurencja           | Wynik zwycięzcy | Pozycja | Strata | Zwycięzca |
| -- | ---------------- | ----------- | --------------------- | --------------- | ------- | ------ | --------- |
| 1. | 11 marca 2012    | Kuopio      | Gundersen HS127/10 km | 25:45,3 min     | 1.      | -      | -         |
| 2. | 19 stycznia 2013 | Klingenthal | Gundersen HS140/10 km | 24:38,4 min     | 1.      | -      | -         |
| 3. | 20 stycznia 2013 | Klingenthal | Gundersen HS140/10 km | 23:59,6 min     | 1.      | -      | -         |

### Letnie Grand Prix

#### Miejsca w klasyfikacji generalnej
- 2010: 27.
- 2011: 26.

#### Miejsca na podium chronologicznie
Jak dotąd Morweiser nie stał na podium indywidualnych zawodów LGP.